# Faranah (regio)
Faranah is een regio van Guinee in het centrale deel van dat land. De regio heeft ongeveer 648.000 inwoners en is bijna 42.000 vierkante kilometer in omvang.

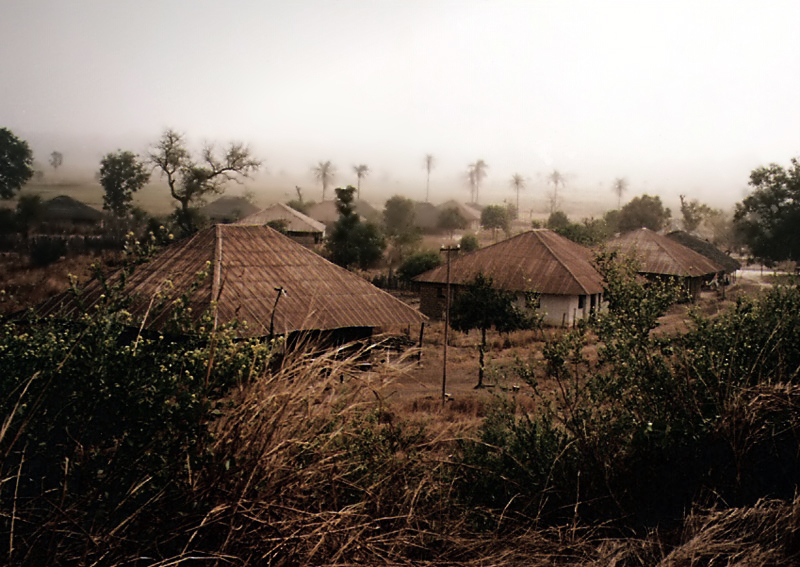

## Geografie
Faranah grenst zowel in het noorden als in het zuiden aan een buurland van Guinee:
- De regio Kayes van Mali in het noorden.
- De provincie Northern van Sierra Leone in het zuidwesten.

Verder grenst Faranah aan vier andere regio's:
- Kankan in het oosten.
- Nzérékoré in het zuiden.
- Labé in het noordwesten.
- Mamou in het westen.

De regio is over het algemeen vlak en ligt op een hoogte tussen 200 en 400 meter. In het zuidoosten ligt het Darogebergte en in het noordoosten het Fitabagebergte. In het westen grenst de regio aan het hoogland van Fouta Djalon. De Niger en haar zijrivieren Tinkisso, Mafou, Kouya en Niandan stromen door de regio.
De natuurlijke begroeiing bestaat uit bos- en struiksavanne in het noorden en droge tropische wouden in het zuiden.

## Prefecturen
De regio is verder verdeeld in vier prefecturen:
- Dabola
- Dinguiraye
- Faranah
- Kissidougou

## Bevolking
De regio is dun bevolkt. De Malinke vormen de grootste bevolkingsgroep. Daarnaast wonen er Fulbe, Toucouleur, Kouranko, Kissi en Dialonké.
De bevolking is grotendeels (80%) actief in de landbouw.
Boké · Conakry · Faranah · Kankan · Kindia · Labé · Mamou · Nzérékoré